# Trò áo thun ướt

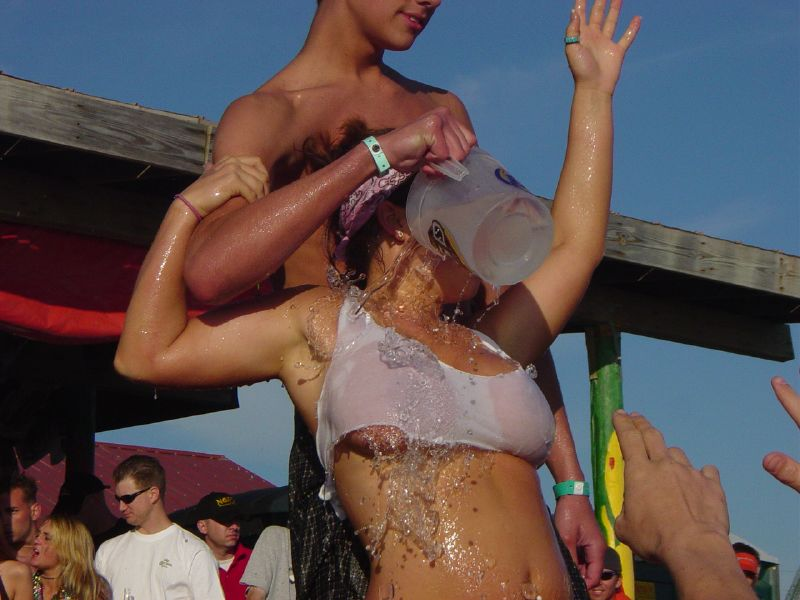
Trò thi áo thun nước với nữ thí sinh bị dội nước lên áo

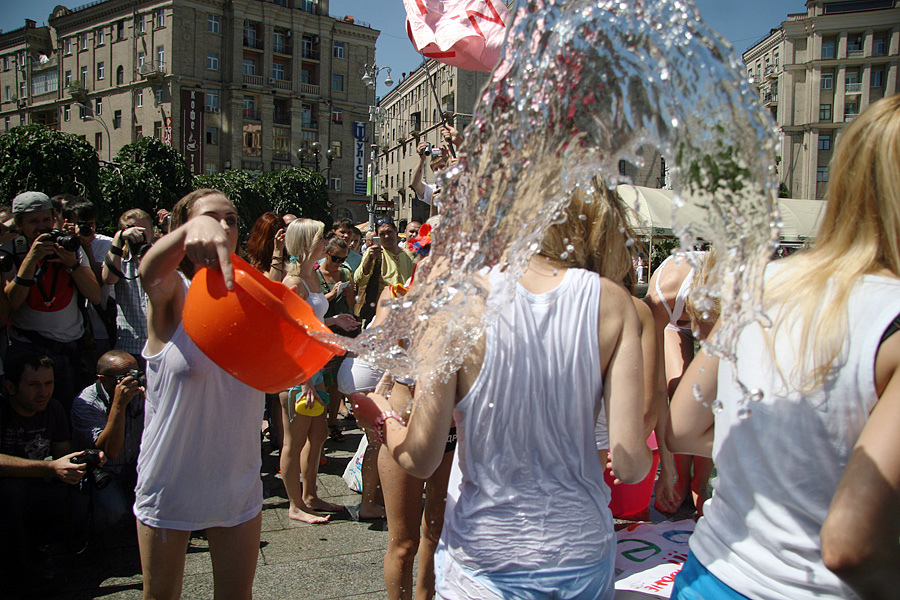
Dội nước lên áo các nữ thí sinh ở Maidan

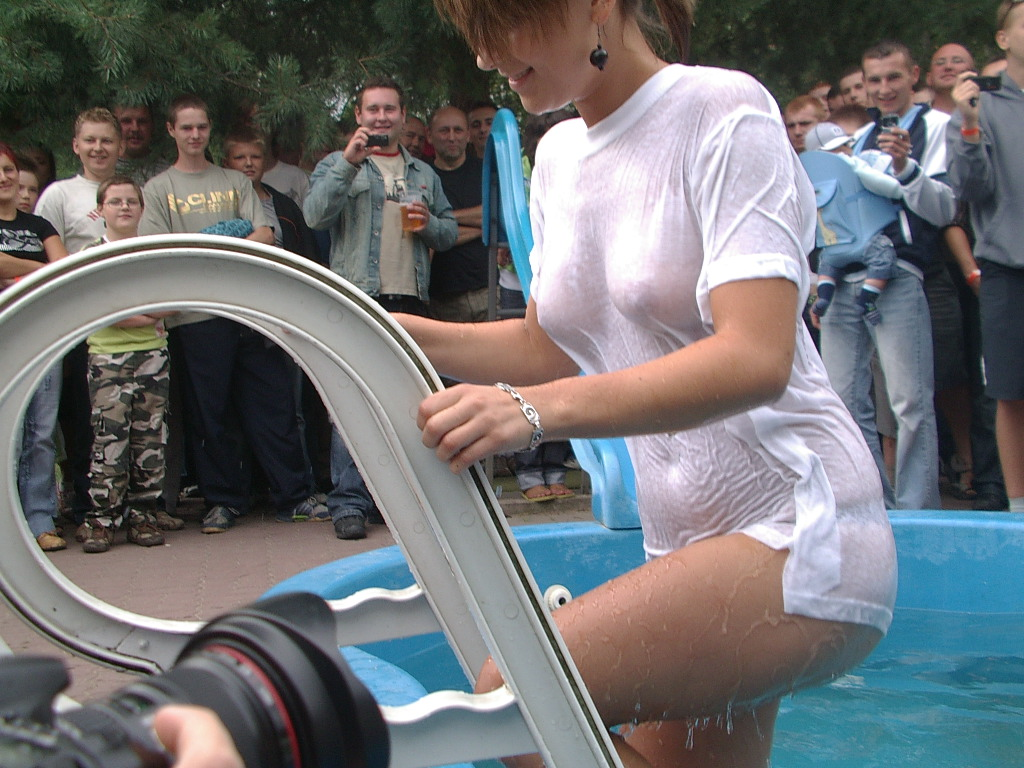
Trò thi áo thun ướt ở Nga

Trò thi áo thun ướt (Wet T-shirt contest) là một trò thi liên quan đến chủ nghĩa phơi bày mà thường có các thí sinh là phụ nữ trẻ tại các hộp đêm, quán bar hoặc khu nghỉ dưỡng. Các thí sinh mặc áo thun ướt thường mặc áo phông mỏng màu trắng hoặc sáng màu và không mặc áo lót, áo bikini hoặc các loại quần áo khác bên trong và bên dưới. Sau đó, những người khác sẽ phun, té nước (thường là nước đá) lên hoặc đổ nước lên ngực của những người tham gia, khiến chiếc áo thun của họ chuyển sang màu trong mờ và bám dính vào ngực của họ, phơi bày ra các đường cong cơ thể nhạy cảm, những chỗ vùng kín. Trò thi tương đương dành cho nam tương đối hiếm hơn đôi khi được tổ chức tại các quán bar dành cho người đồng tính.
Các thí sinh có thể thay phiên nhau khiêu vũ, nhảy nhót hoặc tạo dáng trước khán giả, trong cuộc thi này thì kết quả được quyết định từ phản ứng và biểu cảm của đám đông hoặc bình chọn của ban giám khảo. Cũng trong các cuộc thi này, người tham gia có thể xé hoặc cắt áo phông của họ để lộ phần giữa, khe ngực hoặc phần mặt dưới của bộ ngực. Tùy thuộc vào luật pháp địa phương, người tham gia có thể được phép cởi áo thun hoặc khỏa thân hoàn toàn trong khi biểu diễn. Tại Hoa Kỳ, nhà làm phim trượt tuyết Dick Barrymore tuyên bố trong cuốn hồi ký Breaking Even của mình rằng ông ta đã tổ chức cuộc thi áo thun ướt đầu tiên tại Sun Valley, Idaho ở quán Boiler Room Bar vào tháng 1 năm 1971  như một phần của chương trình khuyến mãi cho ván trượt K2.
Cuộc thi được quảng cáo chỉ là một "cuộc thi áo thun" (T-shirt contest), trong đó các nữ tiếp viên hàng không sẽ nhảy theo nhạc mặc áo phông quảng cáo K2. Tuy nhiên, thí sinh đầu tiên xuất hiện là một vũ công thoát y chuyên nghiệp đã để ngực trần khi khiêu vũ và các thí sinh nghiệp dư đã đáp trả bằng cách làm ướt áo thun của họ trước khi thi đấu làm họ hấp dẫn hơn. Barrymore đã tổ chức "Cuộc thi áo phông ướt K2" lần thứ hai tại Rusty Nail ở Stowe Mountain Resort, Vermont để quay phim, mặc dù thực tế là Hội đồng thành phố Stowe đã thông qua nghị quyết cấm khỏa thân tại sự kiện. Ông ta đã tổ chức một cuộc thi quảng cáo khác cho K2 vào ngày 10 tháng 3 năm 1971 tại nhà hàng và quán bar The Red Onion của Aspen, Colorado và các cuộc thi đã được giới thiệu trong một bức hình bìa trên số tháng 3 năm 1972 của tạp chí Playboy.
Lần đầu tiên được biết đến thuật ngữ trò thi áo thun ướt trên báo chí diễn ra vào năm 1975 khi The Palm Beach Post mô tả sự xuất hiện của cuộc thi tại các vũ trường ở New Orleans. Cuộc thi sau đó đã được tổ chức tại các sự kiện kỳ nghỉ xuân ở Fort Lauderdale, Florida, với một số chủ quán bar bị phạt theo luật khiếm nhã nơi công cộng vì tổ chức một cuộc thi kiểu này. Mặc dù không rõ ràng về tình trạng pháp lý về vấn đề này, các cuộc thi bắt đầu diễn ra ở những nơi khác ở Hoa Kỳ. Một cuộc thi tại một quán rượu ở Milwaukee vào năm 1976 đã bị cảnh sát đột kích, mặc dù các thí sinh đã đeo Scotch Tape bên dưới áo phông của họ theo yêu cầu của cảnh sát. Jacqueline Bisset xuất hiện trong bộ phim năm 1977 có tên The Deep, trong phim có cảnh cô ấy bơi dưới nước mà chỉ mặc một chiếc áo phông đã góp phần mang lại sự phổ biến Cuộc thi áo phông để nâng cao nhận thức cộng đồng. Trong một album xuất bản năm 1979 của Frank Zappa là Joe's Garage, ca khúc "Fembot in a Wet T-Shirt" kể về Mary cô gái đến từ Canoga Park, Los Angeles đã tham gia cuộc thi áo phông ướt để quyên góp tiền trở về nhà sau khi bị một nhóm nhạc rock ở Miami bỏ rơi. Một bộ phim thực tế The Real Cancun năm 2003 của Mỹ có chiếu cảnh về một cuộc thi áo thun ướt.